# سازند فهلیان
سازند فهلیان یکی از سازندهای زمین‌شناسی گروه خامی در زاگرس با سن نئوکومین تا آپتین است. برش الگوی این سازند در کوه دال، نزدیکی روستای فهلیان، در ۹۰ کیلومتری شرق دوگنبدان (گچساران)، شامل ۳۶۰ تا ۳۶۵ متر سنگ‌آهک‌های ائولیتی متورق تا توده‌ای به رنگ قهوه‌ای خاکستری با ریخت خشن است که یکی از سنگ مخزن‌های گروه خامی به‌شمار می‌رود.
سازند فهلیان مخزن میادین نزدیک جزیره خارک را تشکیل می‌دهد که این میادین شامل: دورود (نزدیک خارک)، سروش (غرب خارک) و دارخوین (نزدیک آبادان) است.